# Мариз Конде
Марѝз Лилиан Аполин Кондè с моминска фамилия Буколòн (на френски: Maryse Liliane Appolline Condé, neé Boucolon; * 11 февруари 1937 в Пуант-а-Питър, Гваделупа, Франция, † 
2 април 2024) е френска писателка, критичка, драматуржка и университетска преподавателка от френския отвъдморски департамент и регион Гваделупа. Тя е най-известна с романа си „Сегу“ (Ségou) от 1984 – 1985 г.
Нейните романи изследват африканската диаспора, която е резултат от робството и колониализма в Карибите. Те са написани на френски език и са преведени на английски, немски, холандски, италиански, испански, португалски и японски език. За произведенията си писателката е удостоена с различни награди като Литературната Гран При за жени (Grand Prix Littéraire de la Femme) (1986), Наградата на Френската академия (Prix de l'Académie française) (1988), Награда „Карбе дьо ла Кареб“ (Prix Carbet de la Carraibe) (1997) и Наградата за литература на Нова академия (2018).

## Биография

### Ранни години
Родена като Мариз Буколон в град Пуант-а-Питър, Гваделупа, тя е най-малкото от осем деца (има четирима братя и три сестри). Конде е родена, когато майка ѝ е на 43, а баща ѝ – на 63 г. Тя описва себе си като разглезено дете, което приписва на по-голямата възраст на родителите си и разликата във възрастта между нея и нейните братя и сестри. В интервю, озаглавено „Сключих мир с моя остров“, тя разказва за ранния си живот. Описва родителите си като едни от първите чернокожи преподаватели в Гваделупа. Майка ѝ Жан Кидал ръководи собствено училище за момичета. Баща ѝ Огюст Буколон, бивш преподавател, основава малката банка „Кооперативна каса на свещениците“, по-късно преименувана на „Антилска банка“.
Конде започва да пише в ранна възраст. Преди 12-годишна възраст пише пиеса от едно действие за един човек като подарък за рождения ден на майка ѝ.
След като завършва гимназия, учи в частния католически лицей „Фенлон“ в Париж от 1953 до 1955 г., когато е изключена. Продължава обучението си в Университет Париж III (Нова Сорбона). Тогава тя, заедно с индийци от Западна Индия, създава клуб „Луис-Карлос Престес“.

### Живот и кариера
През 1959 г. Конде гледа репетицията на „Негрите“ на Жан Жене, където се среща с гвинейския актьор Мамаду Конде. През август 1959 г. двамата сключват брак. Раждат им се четири деца. До ноември 1959 г. отношенията на двойката се обтягат и Конде се мести в Кот д'Ивоар, където преподава една година.
По време на завръщането си за ваканцията тя става политически осъзната благодарение на група приятели марксисти. Те ѝ повлияват да се премести в Гана.
Между 1960 и 1972 г. преподава в Гвинея, Гана (откъдето е депортирана през 1960-те г. поради политически причини) и Сенегал.
През 1973 г. се завръща в Париж и преподава франкофонска литература в Университет „Париж VII“ (Дени Дидро), Париж X (Нантер) и Париж Ill (Нова Сорбона). През 1975 г. получава докторска степен по сравнителна литература от Нова Сорбона, изследвайки стереотипите за чернокожите в карибската литература. 
През 1981 г. се развежда и на следващата година се омъжва за Ричард Филкокс, англоезичният преводач на повечето от нейните романи.
Конде не публикува първия си роман Hérémakhonon, докато не навърши почти 40 г., защото няма увереност в себе си и не смее да представи своя творба на външния свят“. Въпреки това достига сегашната си известност като съвременна карибска писателка с публикуването на третия си роман Ségou (1984).
След успеха на романа, през 1985 г. Конде печели Фулбрайтова стипендия за преподаване в САЩ. Тя става професор по френска и франкофонска литература в Колумбийския университет в Ню Йорк през 1995 г.
Конде преподава в различни университети, включително Калифорнийския университет в Бъркли, Калифорнийски университет – Лос Анжелис, Сорбоната, Вирджински университет и Университет „Париж Нантер“. Оттегля се от преподавателската дейност през 2005 г.

## Литературно значение
Романите на Конде изследват расови, полови и културни въпроси в различни исторически епохи и места, включително процесите срещу вещиците от Салем в „Аз, Титуба... чернокожа салемска вещица“ (Moi, Tituba, Sorcière…Noire de Salem) (1986), Империята Бамбара в Мали през 19 век в „Сегу“ (1984 – 1985), строежа на Панамския канал през 20 век и влиянието му върху увеличаването на средната класа на Западна Индия в „Дървото на живота“ (La vie scélérate) (1987). Нейните романи проследяват взаимоотношенията между африканските народи и диаспората, особено на Карибите.
Първият ѝ роман „Еремаконон“ (Hérémakhonon) е публикуван през 1976 г. Той е толкова противоречив, че е изтеглен от продажба шест месеца по-късно заради критиките към успеха на африканския социализъм. Макар че историята има близък паралел със собствения живот на писателката по време на първия ѝ престой в Гвинея и е написана като разказ от първо лице, тя подчертава, че това не е автобиография. Книгата е историята, както тя я описва, на „„анти-аза“ – една двусмислена личност, чието търсене на идентичност и произход се характеризира с бунтарска форма на сексуална свобода“.
Конде поддържа значителна дистанция от повечето карибски литературни движения като „Негритюд“ и „Креолство“, и често се фокусира върху теми със силен феминистки и политически привкус. Радикална активистка в работата си, както и в личния си живот, Конде признава: „Не бих могла да напиша нищо... освен ако няма определено политическо значение. Нямам какво друго да предложа, което да остане важно."
По-късните писания на Конде стават все по-автобиографични, като „Сърцето, което се смее и плаче: Истински истории от моето детство" (Le Cœur à rire et à pleurer: contes vrais de mon enfance) (1999) и „Виктоар“ (Victoire) (2006), измислена биография на нейната баба по майчина линия, в която тя изследва темите за майчинството, женствеността, расовите отношения и семейната динамика в постколониалните Кариби. В „Селанир с прерязаното гърло“ (Célanire cou-coupé: roman fantastique) (2000) има следи от прабабата на Конде по бащина линия.

Нейният роман „Миграцията на сърцата“ (La migration des coeurs) от 1995 г. е преработка на „Брулени хълмове“ на Емили Бронте, който тя прочита за първи път на 14-годишна възраст. Конде отдавна иска да създаде произведение свързано с романа в знак на почит към него. Творбата ѝ се развива в Гваделупа, а расата и културата са представени като въпроси, които разделят хората. Размишлявайки върху това как тя черпи от карибския си произход при написването на тази книга, тя казва:
„Да бъдеш част от толкова много светове – част от африканския свят заради африканските роби, част от европейския свят заради европейското образование, е вид двусмислие. Можеш да използваш това по свой начин и да придадеш на изреченията друго значение. Бях толкова доволна, когато вършех тази работа, защото беше игра, вид перверзна, но радостна игра.“ 
Литературният архив на Мариз Конде (Maryse Condé Papers) се съхранява в библиотеките на Колумбийския университет.

## Творчество
Романи
- Hérémakhonon (1976). Heremakhonon (1982).
- Une saison à Rihata (1981). A Season in Rihata (1988).
- Ségou: les murailles de terre (1984). Segu (1987).
- Ségou: la terre en miettes (1985). The Children of Segu (1989).
- Pays mêlé, продължен от Nanna-ya (1985)
- Haïti chérie (1986), преиздаден като Rêves amers (2005)
- Moi, Tituba, sorcière… Noire de Salem (1986). I, Tituba: Black Witch of Salem (1992).
- La Vie scélérate (1987). Tree of Life (1992).
- En attendant le bonheur (1988)
- Hugo le terrible (1989)
- Traversée de la mangrove (1989). Crossing the Mangrove (1995).
- Les Derniers rois mages (1992). The Last of the African Kings (1997).
- La Colonie du nouveau monde (1993).
- La Migration des coeurs (1995). Windward Heights (1998).
- Desirada (1997). Desirada (2000).
- Célanire cou-coupé (2000). Who Slashed Celanire's Throat? (2004).
- La Belle créole (2001). The Belle Créole (2020).
- Rêves amers (2001)
- La Planète Orbis (2002)
- Historie de la femme cannibale (2003). The Story of the Cannibal Woman (2007).
- À la courbe du Joliba (2006)
- Uliss et les Chiens (2006)
- Les Belles ténébreuses (2008).
- Savannah blues (2008)
- Conte cruel (2009)
- Chiens fous dans la brousse (2008)
- En attendant la montée des eaux (2010). Waiting for the Waters to Rise (2021).
- La Vie sans fards (2012)
- La Belle et la Bête : une version guadeloupéenne (2013)
- Le Fabuleux et Triste Destin d’Ivan et d’Ivana (2017) The Wondrous and Tragic Life of Ivan and Ivana (2020).
- L'Évangile du nouveau monde (2021)

Пиеси
- An tan revolisyon (1991), първа постановка в Гваделупа през 1989 г.
- Comedie d'Amour, първа постановка в Гваделупа през 1991 г.
- Dieu nous l'a donné (1972), първа поставка в Париж през 1973 г.
- La Mort d'Oluwemi d'Ajumako (1973), първа постановка в Габон през 1974 г.
- Le Morne de Massabielle, първа постановка в Пюто (Франция) през 1974 г., поставена на английски език през 1991 г. в Ню Йорк като The Hills of Massabielle
- Pension les Alizes (1988), първа постановка в Гваеделупа и впоследствие в Ню Йорк като Tropical Breeze Hotel (1995)
- Les Sept voyages de Ti Noel (съвместно с Хосе Жернидиер), първа постановка в Гваделупа през 1987 г.
- Comme deux frères (2007). Like Two Brothers.

Други
- Stéréotype du noir dans la littérature antillaise: Guadeloupe-Martinique (1976)
- La Civilisation du bossale: réflexions sur la littérature orale de la Guadeloupe et de la Martinique (1978)
- La Parole des femmes [Texte imprimé]: essai sur les romancières des Antilles de langue française (1979)
- Quet de voix pour Guy Tirolien (1990), заедно с Ален Рютил
- Entretiens avec Maryse Condé (1993). Conversations with Maryse Condé (1996), интервюта с Франсоаз Пфаф. Английският превод съдържа нова глава, базирана на интервю от 1994 г.
- Le coeur à rire et à pleurer: souvenirs de mon enfance (1999). Tales From the Heart: True Stories From My Childhood (2001).
- Victoire, les saveurs et les mots (2006). Victoire: My Mother's Mother (2006).
- La Vie sans fards (2012). What Is Africa to Me? Fragments of a True-to-Life Autobiography (2017).
- The Journey of a Caribbean Writer (2013), колекция от есета
- Mets et merveilles (2015). Of Morsels and Marvels (2015).